# Roman Friedli
Roman Friedli (*Katmandú, Nepal, 13 de marzo de 1979) es un futbolista suizo nacido en Nepal.

## Selección nacional
Ha sido internacional con la Selección de fútbol de Suiza Sub-21, ha jugado 20 partidos internacionales.
- Datos: Q3561334